# Ljutisch (Wyschhorod)
Ljutisch (ukrainisch Лютіж, russisch Лютеж Ljutesch) ist ein Dorf in der ukrainischen Oblast Kiew mit etwa 2200 Einwohnern (2006).

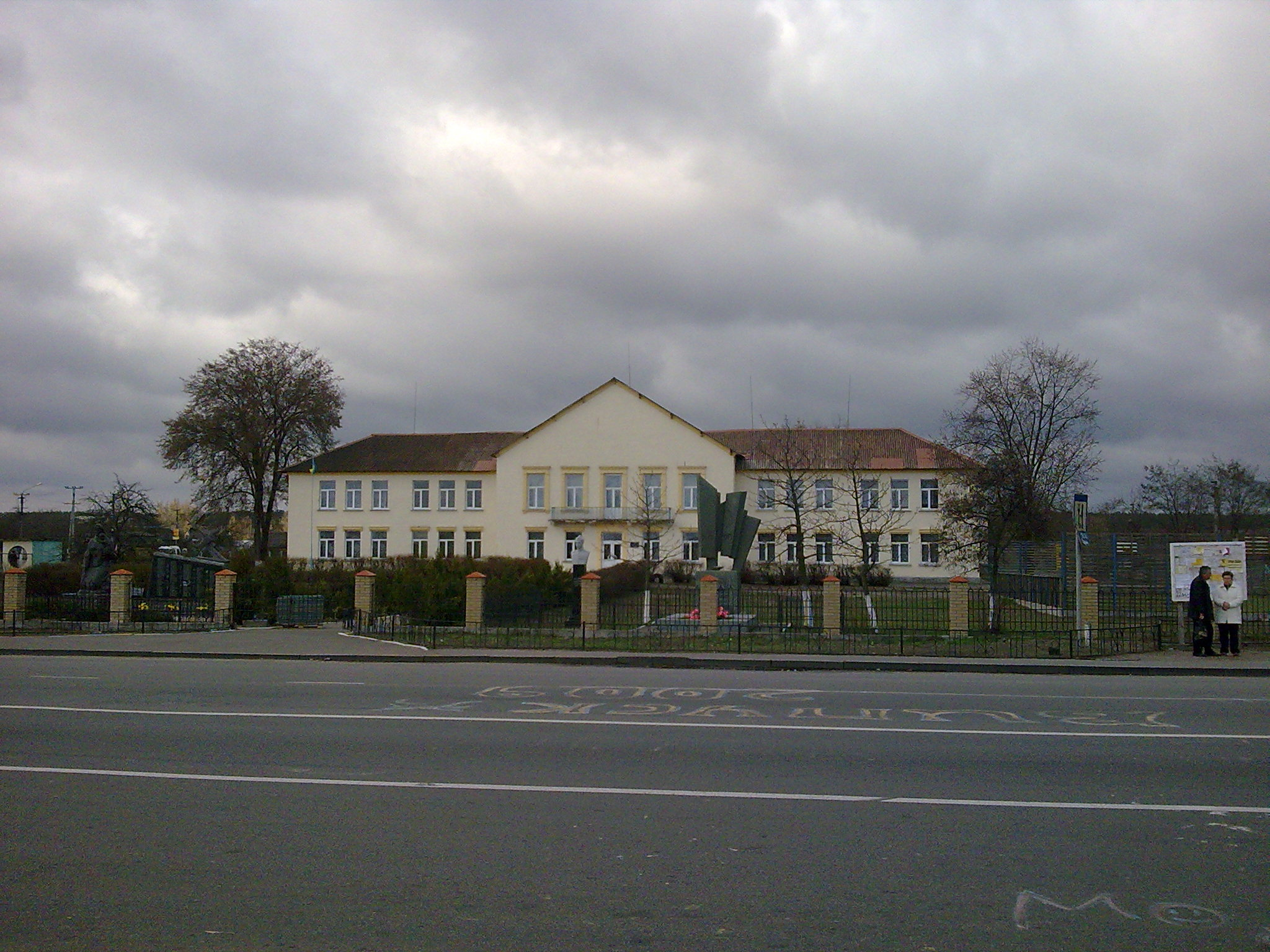
Ortszentrum

Ljutisch befindet sich im Rajon Wyschhorod am westlichen Ufer des zum Kiewer Meer angestauten Dnepr. Im Süden grenzt das Dorf an das Nachbardorf Stari Petriwzi und im Norden an das Dorf Demydow.
Ljutisch liegt 32 km nördlich der Hauptstadt Kiew ist 14 km nördlich vom Rajonzentrum Wyschhorod. Die Regionalstraße P–02 verbindet die drei Orte.
Die älteste erhaltene Ljutisch erwähnende Urkunde trägt die Jahreszahl 975.
Am 26. September 1943 gelang es einer kleinen Vorausabteilung der 240. Schützendivision (38. Armee der Roten Armee, unter Generaloberst N. J. Tschibisow), bei Ljutisch erfolgreich überzusetzen und einen Brückenkopf zu bilden. 22 Mann unter Feldwebel Nefedow konnten sich auf einer exponierten Position, trotz deutscher Gegenangriffe, halten. Am 3. Oktober 1943 fällt der Brückenkopf Watutin auf, der ihn sofort verstärken ließ, so konnte die Rote Armee diesen Brückenkopf bis zum Beginn der Zweiten Schlacht um Kiew halten und stetig zu erweitern. General Nikolai Watutin ließ im Brückenkopf von Ljutesch durchschnittlich alle drei Meter der Frontlänge ein Artilleriegeschütz aufstellen; dies gilt als die höchste Artilleriedichte im Verlauf des Zweiten Weltkrieges.
Am 12. Juni 2020 wurde das Dorf ein Teil der neugegründeten Landgemeinde Petriwzi, bis dahin bildete es zusammen mit dem Dorf Huta-Meschyhirska (westlich, am Irpin gelegen) die gleichnamige Landratsgemeinde Ljutisch (Лютізька сільська рада/Ljutiska silska rada) im Süden des Rajons Wyschhorod.